# Herbert Hollick-Kenyon
Pour les articles homonymes, voir Hollick et Kenyon.
Herbert Hollick-Kenyon, né le 17 avril 1897 à Londres et mort le 30 juillet 1975 à Vancouver, un aviateur britannique.

## Biographie
Herbert Hollick-Kenyon est né à Londres le 17 avril 1897. Sa mère, Annie Kate Kenyon, est l'aînée de James Harold Kenyon (1841-1891), fondateur des pompes funèbres londoniennes JH Kenyon. Son père, Herbert Hollick, est employé par l'entreprise et, en 1890, en est directeur. Lors de son mariage avec Annie Kenyon en septembre 1891, il ajoute « Kenyon » à son nom, devenant ainsi Herbert Hollick-Kenyon. 
Très jeune, Hollick-Kenyon et sa famille émigre à Ewing's Landing, près du lac Okanagan en Colombie-Britannique au Canada. Il s'enrôle dans l'armée canadienne en 1914 comme soldat puis en 1917 rejoint le Royal Flying Corps. Au printemps 1928, il s'engage avec Western Canada Airways (en) à Winnipeg et commence à voler dans l'Ouest canadien. Il contribue au lancement des routes Prairie Air Mail et est crédité de plusieurs « premiers vols ».
Avant le début de la Seconde Guerre mondiale, il prend part en tant que pilote à plusieurs missions de recherche et de sauvetage pour des expéditions polaires disparues. Ces missions comprennent la recherche de l'expédition MacAlpine en 1929 et celle de Sigizmund Levanevsky, disparu lors d'un vol transpolaire de Moscou à l'Alaska en 1937.
Mais Hollick-Kenyon est surtout connu comme pilote du vol transantarctique de Lincoln Ellsworth en 1935. Ellsworth avait déjà tenté de survoler le pôle sud en 1934 avec un autre pilote, Bernt Balchen mais, le mauvais temps et un différend sur le nombre de membres d'équipage dans l'expédition (Ellsworth en voulait 2, Balchen en voulait 3) mirent fin au voyage.
Hollick-Kenyon (en remplacement de Balchen) et Ellsworth quittent l'île Dundee le 23 novembre 1935 à destination du camp de base de Richard E. Byrd à Little America. Ils parcourent 3 500 km à travers l'Antarctique et revendiquent 910 000 km2 de terres pour les États-Unis. Mais, faute de carburant suffisant, ils sont contraints d'atterrir à 26 km de leur objectif. Ils commencent alors à marcher, mais en raison de la perte de leur radio au début du voyage, ils sont présumés perdus aux États-Unis. Ils arrivent au camp de Little America, où ils restent près de deux mois. Ils sont finalement repérés par le navire de recherche britannique RRS Discovery II (en) qui les embarque et les ramène chez eux sains et saufs.
Hollick-Kenyon pilotait un Northrop Gamma (numéro de série 2B), un avion monomoteur à ailes basses appelé Polar Star. Il récupéra plus tard l'avion qui est alors donné à la Smithsonian Institution en 1936 par Ellsworth.
En 1937, avec Hubert Wilkins, ils partent à la recherche de Levanevsky et exécutent ainsi 10 vols successifs couvrant 63 000 km en Antarctique.

## Honneurs
- Une zone terrestre majeure de l'Antarctique, le « Hollick-Kenyon Plateau » a été baptisé en son honneur.
- Hollick-Kenyon a été intronisé au Canada's Aviation Hall of Fame (en) en 1975 pour ses réalisations[6].
- Hollick-Kenyon Peninsula (en) et Hollick-Kenyon, Edmonton, ont été aussi nommés en son honneur.